# AN/APG-65
AN/APG-65는 미 해군의 F-18A/B 전투기의 전용 레이다다. AN/APG-65를 개량한 F-18C/D용 AN/APG-73레이다, F-18E/F용 AN/APG-79등이 있다.

## 같이 보기
- AN/APG-68
- AN/APG-63
- AN/APG-79